# Gestion différenciée

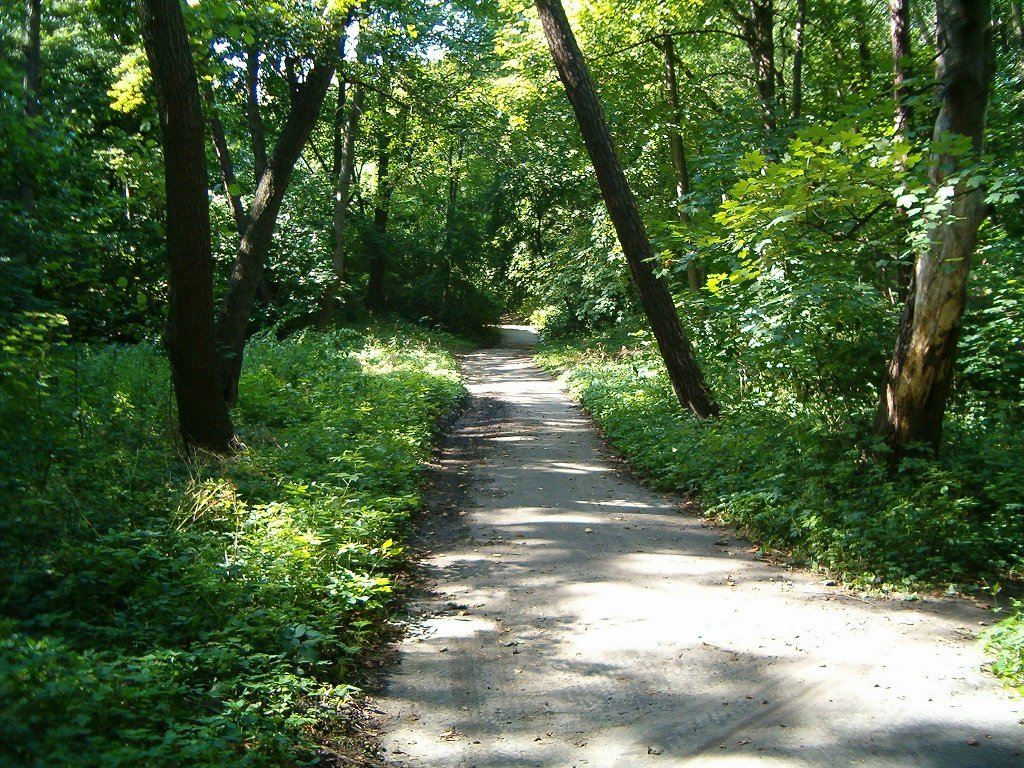
Une simple fauche annuelle et tardive au bord du chemin, et bisannuelle aux abords de l'ourlet conserve un aspect naturel aux chemins. Un brossage mécanique des bordures peut remplacer l'usage de désherbants (Parc urbain de Gdansk, Pologne)

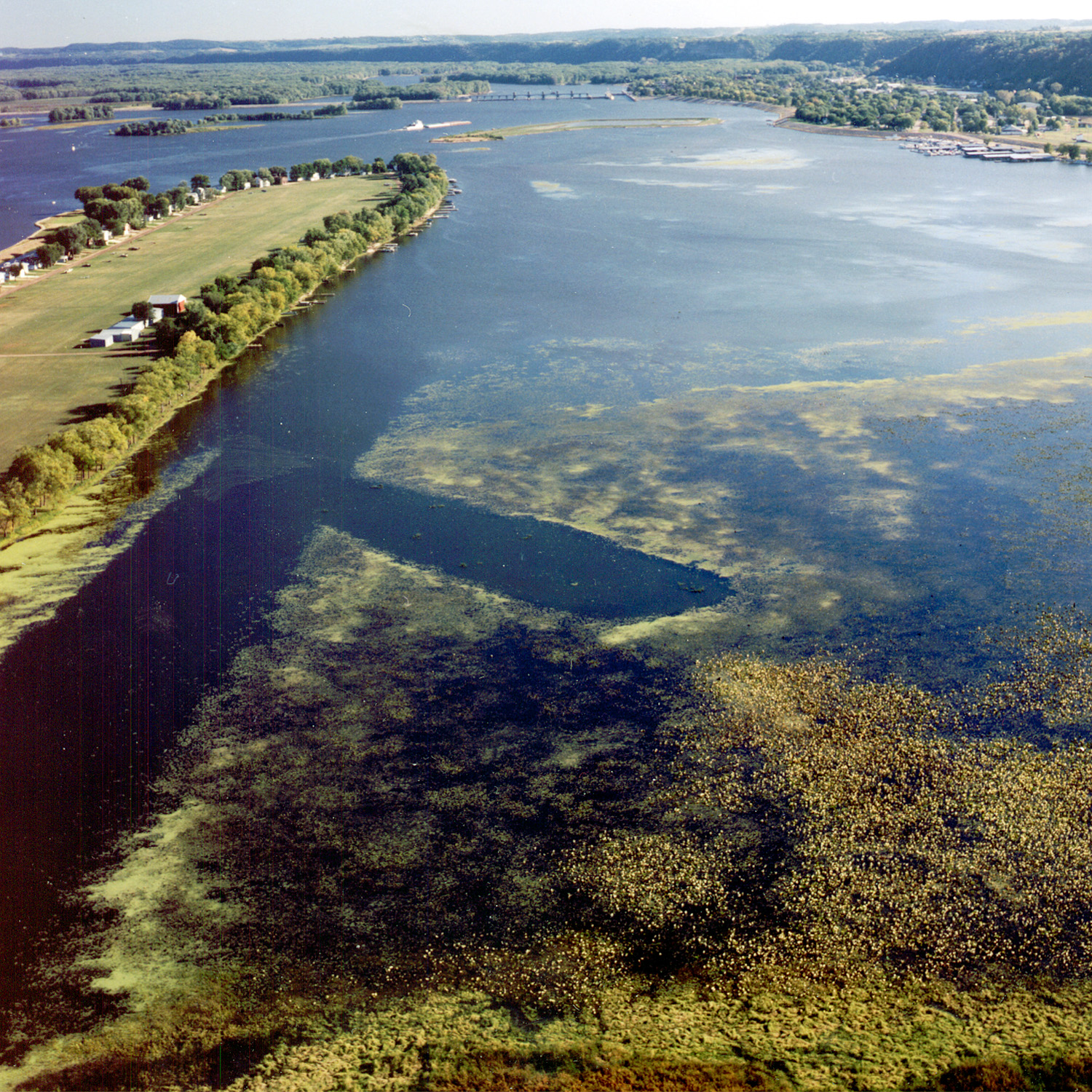
L' U.S. Army Corps of Engineers a dragué une partie du Bussey Lake eutrophisé pour restaurer une diversité d'habitats et d'espèces (Mississippi, près de Guttenberg, Iowa, États-Unis) : souvent mieux laisser faire la nature mais parfois des moyens importants sont mobilisés ; mais un certain manque de naturalité de l'aménagement, formes et configurations douces et complexes développées par les processus naturels ayant elles-mêmes une importance fonctionnelle, la gestion différenciée cherche souvent à s'en inspirer.

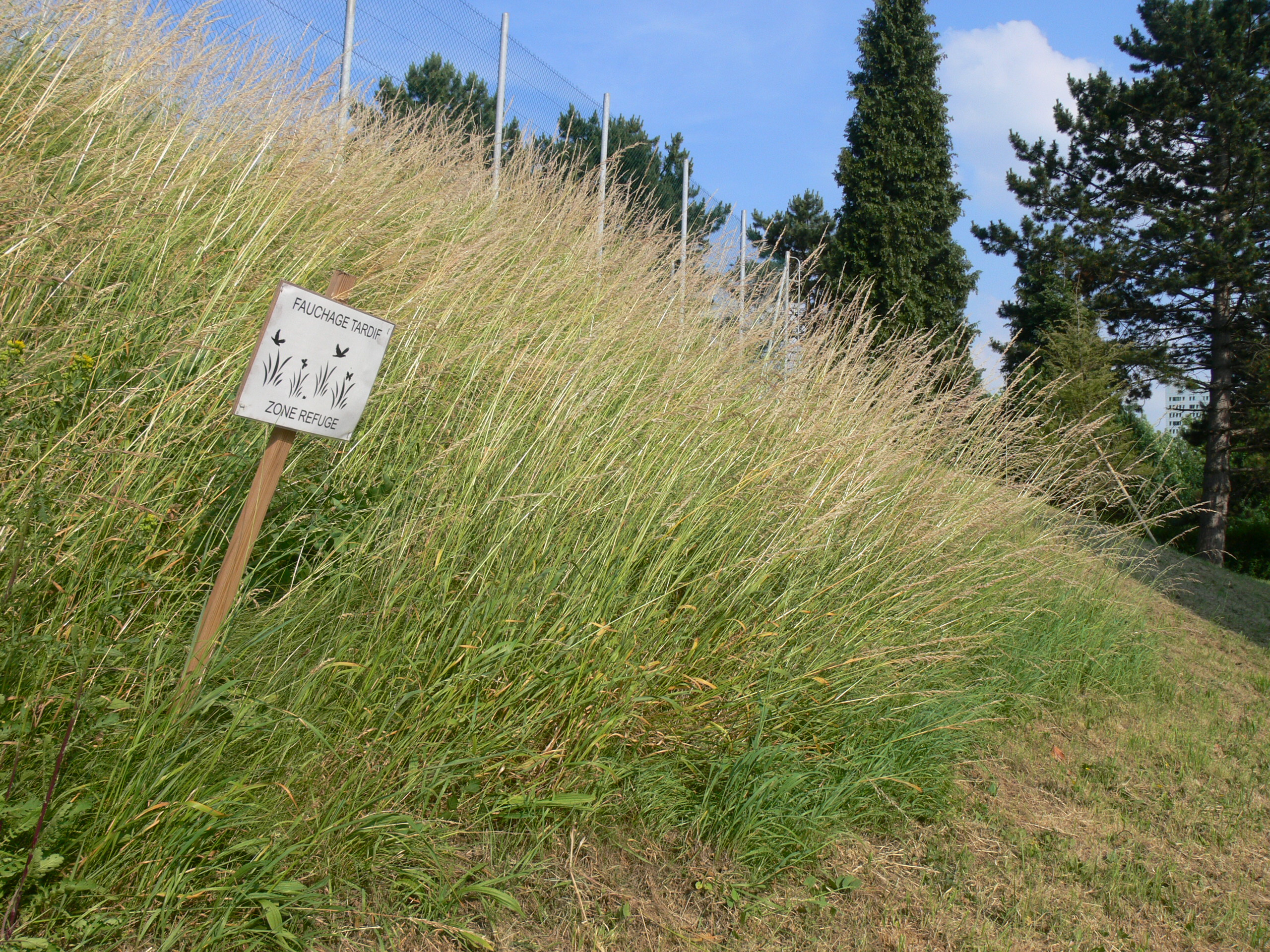
Talus du lycée Pasteur de Lille : une part de l'herbe est fauchée, une autre conservée en une zone refuge provisoire. La conservation d' îlots-refuges sans fauche durant plusieurs années préserve l'habitat des chrysalides et des stades hivernaux de la faune, flore et fonge.

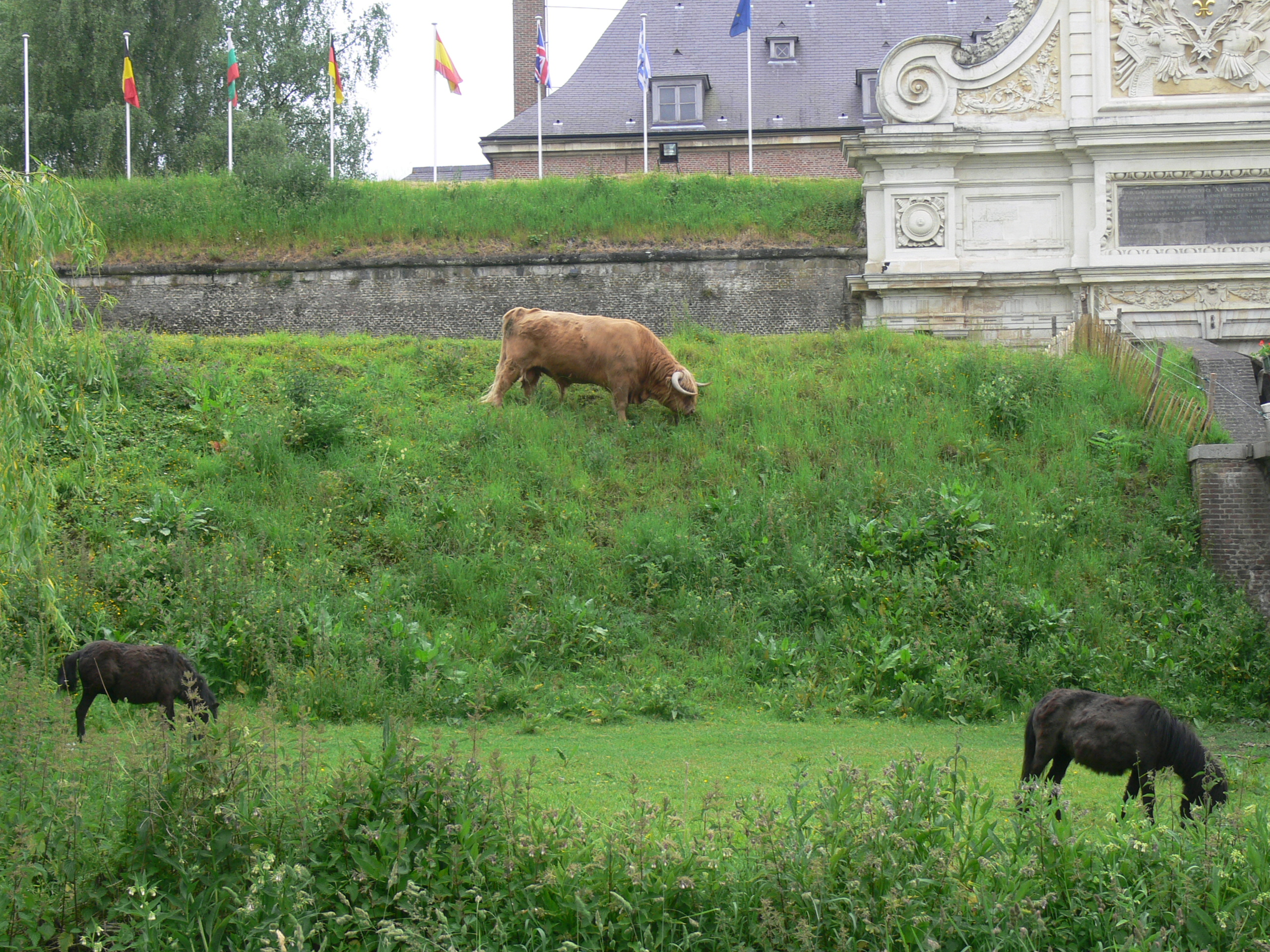
Même en ville, les grands espaces verts, ou des espaces linéaires (ex : berges) peuvent être gérés avec l'aide d'animaux herbivores (ovins, bovins, caprins), comme ici avec poneys et taureau Highland cattle broutant les abords de la cunette ceinturant la citadelle de Lille, même sur de fortes pentes. Les animaux déplacés d'un site à l'autre transportent de nombreuses propagules sous leurs sabots, sur leurs pelages et dans leurs tubes digestifs, jouant en quelque sorte un rôle de corridor biologique ambulant.

La gestion différenciée (parfois qualifiée de gestion harmonique, gestion raisonnée durable, gestion évolutive durable, et même de gestion raisonnableen Isère) est une façon de gérer les espaces verts en milieu urbain qui consiste appliquer à « chaque élément du patrimoine (foncier et végétal) un traitement spécifique, avec des niveaux de prestation variables selon la catégorie dont il relève (parc ou jardin), sa fonction culturelle, sociale et biologique, son rôle dans le tissu urbain et la relation qu'on souhaite créer avec le végétal ».
Selon cette approche qui s'inspire de techniques agricoles traditionnelles ou de gestions douces comme Prosilva, il est inutile par exemple, voire écologiquement non pertinent de tondre systématiquement et souvent toutes les surfaces enherbées, ce qui conduit à n'obtenir qu'un même milieu (pelouse rase), très appauvri en biodiversité, ne développant que peu de services écologiques, peu utile pour la faune, hormis pour quelques espèces invasives ou ubiquistes.
La gestion différenciée, dans ce cas proposera que certains espaces moins fréquentés, aux sols plus fragiles, ou écologiquement précieux soient laissés à eux-mêmes, fauchés ou extensivement pâturés, éventuellement même une fois tous les deux ans sur certaines parties afin d'y conserver des refuges pour la biodiversité et une plus grande diversité de paysages, alors que d'autres seront intensivement tondus en raison de leurs fonctions ; l'exemple extrême étant celui du terrain de football destiné aux compétitions homologuées.
Cette logique s'accompagne souvent d'une augmentation du taux de végétalisation, de la surface boisée et d'une réduction (ou suppression) de l'usage des pesticides et désherbants et de l'exportation des produits de fauche et de taille (vers unité de compostage, horticulture, agriculture..) ou de leur utilisation locale (mulch, bois raméal fragmenté, compostage sur place, etc.)

## Les objectifs
Les objectifs sont multiples :
- rationaliser la gestion des espaces verts en y affectant les ressources nécessaires ;
- améliorer la qualité de vie et d'usage en diversifiant les qualités paysagères et les offres d'aménités ;
- restaurer, préserver et gérer la biodiversité, en limitant l'artificialisation, les pollutions (engrais, pesticides, pollution et/ou mortalité de la faune induite par les engins), en limitant le dérangement et en favorisant la diversification des milieux et des espèces, ainsi que l'expression des processus naturels d'entretien et de cicatrisation de la biodiversité. C'est un moyen de développer les services écosystémiques et les aménités offerts par les espaces verts ou milieux semi-naturels ;
- faire une pédagogie à l'environnement : le travail des jardiniers municipaux ou privés au service des collectivités est aussi un modèle, voire un support à l'écocitoyenneté pour le public qui les voit travailler ou leur parle.

Cette gestion peut bénéficier d'une approche en réseau écologique, parfois dénommé trame verte ou la faune naturelle sera alors considérée comme un auxiliaire de gestion qu'on cherche à faire circuler sur les espaces. Dans un contexte souvent très artificiel le gestionnaire veille aussi à limiter l'expansion d'espèces invasives ou envahissantes.

## Introduction
Tout aménagement urbain ou périurbain artificiel appelle un suivi pour sa pérennité. La végétation évoluant constamment et naturellement vers un stade climacique théorique ou en réponse aux contraintes locales (y compris de pollution, de surfréquentation, etc.), le contrôle de son développement est nécessaire ; de plus, les gestionnaires cherchent à maintenir ou améliorer la valeur esthétique de l’espace et à répondre à une demande croissante de naturalité, mais aussi d'accessibilité.

Pour répondre à ces objectifs parfois contradictoires, un plan de gestion différentiée peut émerger d’une réflexion sur les fonctions des espaces verts ou semi-naturels et les scenarios d’entretien futur. 
Ce nouveau mode de gestion - gestion différenciée - apparu dans les années 1990, se veut une gestion plus écologique et alternative à la gestion horticole intensive, banalisée et banalisante. Il intègre des éléments de défense et restauration de l'Environnement et implique une autre technicité, ainsi que la diversité des réponses de gestion afin de respecter les différents milieux et besoins de la flore, des usages dans les espaces publics végétalisés, tout en conservant un souci de l’esthétique des formes et successions végétales. 

Sont concernés à une échelle quotidienne la gestion des ressources, la limitation des pollutions induites, les recyclages puis, du point de vue de la biodiversité, la reconnaissance et l'expression des potentiels écologiques, la prise en compte d’éléments de flore et de faune sauvages et/ou spontanés, la revalorisation d’espaces et de milieux jusqu’à présent délaissés, voire pollués. 

Ce nouveau mode de gestion appelle les compétences de divers acteurs (professionnels, organisations, associations et plus récemment public dans le cadre d'une démocratie participative), comme des ingénieurs écologues, paysagistes, collectivités locales, parcs naturels régionaux…
Cet article présente :
- les méthodes relatives à la mise en place d’un tel plan de gestion,
- l'organisation de la gestion différenciée selon les types d’espaces,
- quelques exemples de parcs gérés de cette façon.

D’autre part, le choix des végétaux influence considérablement l’entretien de l’espace aménagé. En effet, les végétaux endémiques ou qui s’accommodent des conditions du milieu n’auront pas besoin d’être aidés par l’Homme pour se développer correctement et rester en bonne santé, tandis que des espèces nécessitants des apports complémentaires (eau, matière organique, produits phytosanitaires…) ne s’inscrivent absolument pas dans la recherche d’adéquation avec l’environnement. 

À titre d’exemple, on peut retenir que la paysagiste Beth Chatto a réalisé un jardin à White Barn House (Essex), incluant divers types d’habitats, sans aucun arrosage. Situé sur un terrain en friche doté d’une source, ce jardin a immédiatement séduit la créatrice, qui a conservé la plupart des arbres en place et en a ajouté d’autres pour protéger l’ensemble des vents violents. Elle planta peu à peu des espèces appropriées au site, les associant d'une façon écologique. 
Depuis les années 1970, la notion de « jardinage écologique » a évolué, passant de l’utilisation de plantes indigènes à l’association de végétaux provenant de diverses régions, mais partageant des besoins identiques.
C’est ainsi que vers la fin du vingtième siècle, une nouvelle approche du paysagisme est arrivée à maturité. Elle résulte en fait d’une évolution, ininterrompue, qui relie quelques grands paysagistes de l’époque et aboutit à des expérimentations durables à l’université de Weihenstephan (Allemagne), sur les plantes herbacées et vivaces. Ces personnalités s’intéressèrent au développement d’un habitat favorable aux plantes et, plus récemment, à leur autonomie. Cette idée fut surtout appliquée aux vivaces que l’on évitait souvent, surtout dans la seconde moitié du vingtième siècle, lorsque l’entretien devint une question centrale dans les jardins publics et privés.

### Méthodes alternatives aux produits phytosanitaires

#### Les mots de la lutte biologique
La définition officielle (de l'OILB-SROP) stipule que la lutte biologique est « l'utilisation d'organismes vivants pour prévenir ou réduire les dégâts causés par des ravageurs ».
Le principe est simple :
La lutte biologique est basée sur l'exploitation par l'Homme et à son profit d'une relation naturelle entre deux êtres vivants :
- la cible (de la lutte) est un organisme indésirable, ravageur d'une plante cultivée, mauvaise herbe, parasite du bétail… ;
- l'agent de lutte (ou auxiliaire) est un organisme différent, le plus souvent un parasite, un prédateur ou un agent pathogène du premier, qui le tue à plus ou moins brève échéance en s'en nourrissant ou tout au moins limite son développement. 
  - Si l'auxiliaire est un animal, il s'agit de lutte biologique, ou lutte par entomophage. L'auxiliaire peut être un vertébré (Oiseau ou Poisson insectivore) ou un Nématode ; dans la plupart des cas, c'est un autre Insecte. Les prédateurs (qui tuent et mangent plusieurs proies au cours de leur développement) se distinguent des parasites, qui vivent aux dépens d'un unique hôte, lequel meurt après l'achèvement du développement du parasite. Il existe des parasites d'œufs, de larves, de nymphes. Leurs biologies sont extraordinairement variées et les relations hôte-parasite sont très complexes, incluant des échanges hormonaux et des messages chimiques interspécifiques.
  - Si l'organisme antagoniste est un micro-organisme, on parle de lutte microbiologique. L'agent pathogène auxiliaire peut être un Champignon, une Bactérie, un Virus, un Protozoaire. Il infecte l'hôte en général par ingestion et possède une forme de résistance lui permettant de passer - et de demeurer - dans le milieu (sol, feuillage, litière).

L'agent pathogène se multiplie dans l'hôte et cause sa mort par destruction de tissus, par septicémie, parfois par l'émission d'une substance toxique (cas des Bactéries). Les cadavres de l'hôte libèrent les agents pathogènes dans le milieu. 
- - Si l'organisme antagoniste peut, à la suite de son apport par l'Homme au contact de l'Insecte cible, se développer et se maintenir aux dépens de cet Insecte, sans nécessiter une nouvelle intervention, on est dans le cas de la lutte biologique par acclimatation. Ainsi en est-il lorsqu'on fait appel à un entomophage ou à un agent pathogène exotique contre un ravageur précédemment introduit ou parvenu naturellement d'une autre région du globe.

En cas d'acclimatation réussie et d'efficacité suffisante, la lutte biologique s’effectue toute seule, l'auxiliaire devenant un agent efficace et permanent (sur de nombreuses années au moins) de la répression du ravageur. L'effort initial est particulièrement bien valorisé. On est dans le cas dit parfois de la lutte biologique naturelle.
- - Si l'organisme antagoniste doit être lâché ou inoculé (en grand nombre) à chaque fois que l'effectif du ravageur croît dangereusement, on est dans le cas de la lutte biologique inondative. Il faut alors maîtriser les techniques de multiplication de l'entomophage (en insectarium) ou du germe pathogène (en fermenteurs pour les Bactéries, sur le vivant pour les Virus), de conditionnement de stockage et d'épandage, tout en maintenant constante la qualité du produit. De tels auxiliaires, dits biopesticides, destinés à des applications répétées dans une pratique agricole courante font l'objet de multiples contrôles pour s'assurer de leur innocuité pour les êtres vivants non cibles. Leur gamme d'hôtes (en principe très limitée) est examinée tout autant que leurs éventuelles propriétés toxiques ou allergènes.

Par sélection et par des opérations de génie génétique, on cherche à améliorer ces auxiliaires, en leur conférant par exemple des propriétés de résistance aux climats extrêmes, aux insecticides ou aux fongicides. 
- - Aux frontières de la lutte biologique : la lutte autocide (encore dénommée lutte par mâles stériles).

Elle a pour principe l'introduction en grand nombre dans une population naturelle d'individus mâles modifiés (rendus stériles par l'application de rayonnements ionisants) mais au comportement sexuel intact. Ces mâles manipulés seront, une fois lâchés, en compétition avec les mâles sauvages. S’ils sont (par exemple) 9 fois plus nombreux que leurs congénères « naturels », et si les femelles n'acceptent qu'un accouplement, 9 femelles sur 10 n'auront pas de descendance. Au bout de peu de générations, l'apport de mâles stériles continuant, la population cible est anéantie.
La lutte autocide repose sur un principe très astucieux mais son emploi semble restreint à quelques très rares cas bien adaptés. 
- - Au-delà de la lutte biologique… On travaille actuellement à mettre au point l'utilisation des toxines des Champignons et des Bactéries entomopathogènes, soit en tant que matière active phytopharmaceutique à ranger à côté des insecticides classiques, soit en tant que substances qu'on fait fabriquer par la plante génétiquement modifiée (un maïs transgénique résistant à la Pyrale du maïs est en principe disponible).

#### Protection raisonnée des cultures
Respectueuses de l’environnement, elle passe par l'introduction d’auxiliaires, l'emploi de la microbiologie, ou des méthodes mécaniques ou thermiques.

Les moyens dits mécaniques ou thermiques peuvent être employés contre les adventices (dites mauvaises herbes), ou contre certains prédateurs des plantes, ou organismes indésirables du sol. 
- Le binage consiste à ameublir la terre autour de plante cultivée par l'action d'un outil manuel (la binette) ou mécanique (la bineuse mécanique). Il permet, entre autres, de déraciner les mauvaises herbes.
- Le désherbage thermique consiste à brûler les mauvaises herbes grâce à une machine conçue à cet effet.
- La solarisation est une technique de désherbage des sols au moyen de la chaleur du soleil.
- La désinfection des sols à la vapeur, utilisée en culture sous serres ou dans certains élevages pour détruire les germes, dont les pathogènes présents dans le sol.

### Protection des espaces sensibles au feu
Les feux de forêt présentent un risque grandissant dans les régions chaudes et sèches et parfois dans les zones tempérées. Les explications souvent produites sont  :
- une déprise agricole entraînant une diminution de l'entretien régulier des zones naturelles sensibles au feu ;
- un mitage du paysage avec implantation en forêt sèche de nouveaux habitants ignorant les risques liés au feu. Cette inexpérience débouchant sur des imprudences, souvent source de départ de feu ;
- une spéculation sur le développement touristique, des enjeux financiers considérables expliquant certaines mises à feu volontaires ;
- des sècheresse répétées, éventuellement exacerbée par le drainage des zones humides. L'accroissement de bois mort et sec dans des secteurs vulnérables au feu, et de moins en moins exploités peut aggraver le risque.

Face à cette situation, la règlementation, les moyens collectifs de prévention et de défense, et l’information du public sont associés pour encourager des aménagements plus réfléchis, des comportements plus prudents, et une gestion plus rigoureuse que ces espaces.
L’inflammabilité des matières organiques et des tissus végétaux évolue avec leur teneur en eau et en terpènes. Elle varie avec l'importance des surfaces exposées à la déshydratation, et selon le stade de développement des végétaux (selon l'âge, espèce et la disponibilité en eau). Sa connaissance permet d’attirer la vigilance du gestionnaire à certaines périodes de l’année, ou peut orienter le choix des essences lors d'un aménagement ou orienter des aménagements pour que le bassin versant retienne mieux l'eau des pluies hivernales.
Un tableau [réf. nécessaire] qui recense toutes les espèces des stades herbacé, arbustif et arboré, permet de prendre connaissance du degré d’inflammabilité de chaque espèce, mois par mois. Le degré est noté de 0 à 5, respectivement de « peu inflammable » à « extrêmement inflammable ». Ces données ont été établies à partir d’essais menés sur des échantillons au même stade de développement et sur des critères de fréquence, de délai d’inflammation et de durée de combustion.
Il existe plusieurs méthodes de protection :
- débroussaillement : cela consiste à détruire la strate herbacée et la partie basse arbustive afin de réduire les risques de départ de feu.
  - manuel : assure un travail de qualité, permet la sélectivité des espèces, onéreux pour de faibles rendements, prévoir l’évacuation des déchets ;
  - mécanique : la pente limite les interventions, l’investissement est lourd mais les rendements sont importants, les déchets broyés restent sur place ;
  - chimique : application de produits à absorption racinaire ou foliaire, l’approvisionnement en eau est parfois difficile, les conditions phénologiques et climatiques réduisent la période, les végétaux se dessèchent et restent sur place.
- brûlage dirigé (ou écobuage)  : cela consiste à brûler la strate herbacée et arbustive à une date permettant de limiter les dégâts sur la strate arborée, afin de créer une zone recélant moins de combustible, ralentissant la progression du feu et favorisant les moyens de lutte contre l’incendie. L’intervention est rapide et le prix de revient faible, mais il doit être réalisé par des spécialistes.
- pâturage contrôlé : cela consiste à faire paître un troupeau d’ovins ou de caprins afin de limiter la phytomasse dans les zones à protéger (sylvo-pastoralisme). Il permet de lutter dans une certaine mesure contre la désertification, mais occasionne quelquefois des dégâts aux végétaux à conserver. Cela nécessite la mise en place de clôtures et la présence de bergers spécialisés.

## Gestion différenciée par type d’espace

### Entretien des espaces d’accompagnement

#### Gestion des zones arbustives
- Protection contre les animaux : dans les secteurs particulièrement exposés, le gibier peut provoquer des dégâts irréversibles, notamment au niveau des écorces, sur les jeunes plantations. Dans ce cas, il est indispensable de placer des filets de protection autour des arbustes, avec un léger buttage pour éviter les passages au-dessous. Trois tuteurs en bambous sont enfoncés de 30 cm dans le sol et maintiennent un manchon de filet polyéthylène (60 cm de haut).
- Arrosage : dans les parties dépourvues de système d’irrigation, il sera nécessaire de prévoir un arrosage des jeunes arbustes à l’aide, par exemple, d’une citerne.
- Taille des arbustes à fleurs : consiste à supprimer les rameaux ayant fleuri pour obtenir de nouvelles branches bien florifères. (Périodes d’intervention : immédiatement après la floraison pour les arbustes à floraison printanière, pendant tout le repos de la végétation pour les arbustes à floraison estivale).
- Taille des haies : consiste à conserver les formes et les volumes des haies régulières. La période la mieux adaptée est fonction de la pousse et de la résistance au gel des jeunes pousses.

#### Gestion des bords de route
Le réseau routier s’est considérablement transformé ces dernières décennies. Avec l’augmentation du trafic, l’emprise routière s’est élargie. Le bord des routes était fauché manuellement par les cantonniers autrefois mais aujourd’hui cela nécessite un matériel performant. Face à des tâches d’entretien de plus en plus lourdes, les responsables du domaine routier se tournent vers une gestion plus écologique. Elle consiste à reconstituer les structures végétales favorisant un équilibre biologique. Ces dernières créent un espace naturel et d’entretien plus facile.
- Intégration paysagère : généralement, les travaux d’infrastructure modifient profondément le sol. Il est donc important pour en faciliter la gestion :
  - de favoriser l’intégration de l’ouvrage par le choix d’essences locales hétérogènes,
  - d’utiliser des espèces d’installation plus facile adaptées au sol et au climat,
  - de reconstituer les structures naturelles de type prairies, fourrés ou haies vives caractéristiques du milieu et utiles comme zone-refuge pour la faune.

- Gestion extensive des dépendances vertes : les interventions pratiquées relevant du génie écologique découlent de l’observation des écosystèmes. Il s’agit de mettre en place une stratégie favorisant les relations entre les acteurs naturels d’un site en appliquant certaines règles :
  - assurer l’équilibre et la stabilité des biotopes ;
  - maintenir le recyclage des éléments de base par le respect des surfaces minimales indispensables à l’autonomie du système biologique ;
  - maîtriser l’évolution naturelle tout en conservant des réseaux de corridors biologiques et de zones-refuges, y compris pour les espèces caulicoles de la strate herbacée, qui ne supportent pas la fauche ;
  - choisir le matériel le moins traumatisant pour la végétation et la faune qui s’y réfugie.

### Gestion des zones prairiales
Il existe deux grands types de zones prairiales : les prairies humides et les prairies sèches.
- Les prairies humides sont des écosystèmes naturels et quasi-naturels dont la végétation est caractérisée et dominée par des graminées, des laîches, des roseaux, des joncs et des herbes pérennes basses. Elles abritent une faune et une flore sauvages ainsi qu’une diversité biologique spécifiques, comprenant des espèces et communautés de plantes et d’animaux rares et menacés, y compris des populations d’oiseaux importantes au niveau international, une diversité de mammifères, invertébrés, reptiles et amphibiens. Elles sont périodiquement inondées ou saturées d’eau et entretenues par la coupe, le brûlage, le pâturage (naturel ou induit par l’Homme), ou encore par un assortiment de ces facteurs.
- Les prairies sèches offrent des habitats à de multiples espèces animales et végétales, mais tendent à se raréfier, comme on peut le voir avec l’exemple de la Suisse. C’est pourquoi l’Office Fédéral de l’Environnement, des Forêts et du Paysage (OFEFP) de cet état dresse actuellement l’inventaire des prairies et pâturages secs d’importance nationale. À la fin de l’an 2000, les collaborateurs de bureaux d’écologie privés achevaient ce bilan dans la moitié des cantons. Afin de déterminer quelles sont les zones à protéger en priorité, une méthode d’appréciation et de classification a été mise en place. Chaque prairie est évaluée en fonction de sa qualité ; cette valeur repose sur six critères : végétation, superficie, éléments structurels importants pour les animaux, présence possible d’espèces végétales rares, diversité de la végétation, et réseaux écologiques comprenant des corridors situés à l’extérieur de la prairie.

La flore qui recouvre les zones enherbées se compose de plantes annuelles, vivaces et quelquefois semi-ligneuses. Les graminées sont les plus nombreuses dans les pelouses et les prairies ; pour les plus soignées, elles constituent même la seule végétation. Il est donc très important de connaître leur cycle végétatif afin de déterminer les périodes d’intervention humaine. Connaissant ce cycle, on comprend donc que la période intense d’intervention se situe entre la « montée de l’épi » et la « fructification », que les interventions volontairement limitées débuteront à la « montée de l’épi », et que le fauchage, réduit à une intervention annuelle, doit naturellement avoir lieu à la « montée de l’épi ».
Le fauchage, méthode de coupe largement dominante en gestion différenciée, consiste à couper l’herbe d’une certaine hauteur ; les déchets sont soit laissés sur place, soit râtelés et chargés. Il est généralement annuel mais peut être renouvelé plusieurs fois pour des raisons de sécurité (visibilité au bord des routes) ou d’esthétique. On utilise trois types de matériel :
- la barre de coupe sur tracteur
- la barre de coupe sur motoculteur (pour des surfaces plus réduites avec peu d’obstacles et éventuellement en pente, mais une coupe de qualité)
- la motofaucheuse (pour de grandes surfaces et une coupe sans finition).

Afin de réduire les interventions sur ces zones, il est également important de choisir des essences adaptées aux qualités naturelles du site et du sol, afin de limiter l’arrosage (qui devra être calculé en fonction des précipitations naturelles et de l’évapotranspiration du sol), la fertilisation et les traitements phytosanitaires. Quant au désherbage, il pourra être considérablement réduit par le choix d’espèces à forte combativité, qui ne laisseront pas une grande place aux adventices.

### Gestion des plans d’eau et de leurs abords
- Si vous ne connaissez pas le sujet, laissez ce bandeau (vous pouvez alors contacter les auteurs).
- Si vous supprimez le contenu mis en cause (vous pouvez préalablement contacter les auteurs),

argumentez précisément cette suppression dans la page de discussion
(un manque de référence n'est pas un argument ; une recherche réelle de référence doit avoir été effectuée, être formellement documentée).
Un plan d’eau est un élément vivant tout comme les parties végétalisées, et à ce titre il doit recevoir une surveillance et un entretien réguliers. Dans l’écosystème aquatique, chacun des éléments de la chaîne trophique doit garder sa place et se développer normalement, sous peine de voir cet ensemble se modifier rapidement et mourir.
Il existe six contrôles différents permettant d’assurer la préservation de ces milieux :
- les contrôles en amont permettent de protéger les zones inondables (ce qui contribue à la qualité de l’eau), de vérifier les rejets d’eaux usées (assainissements, industries…) et d’avoir une action sur les méthodes culturales (pas d’excès de nitrates) ;
- le contrôle de la luminosité vise à limiter le développement de la voûte végétale pour favoriser l’action de la lumière sur la végétation immergée (photosynthèse = oxygénation de l’eau), et limiter les végétaux et matières en suspension (l’excès de nitrates favorisant les végétaux flottants) ;
- la limitation de la végétation aquatique se fait par faucardage, de manière à ne pas trop couper au même moment (pour éviter l’arrêt de la reproduction des poissons) ;
- le contrôle des dépôts vaseux, qui sont signes d’asphyxie et de mauvaise qualité de l’eau ; cet inconvénient peut être limité par un apport de craie de Champagne ;
- le contrôle de la population piscicole permet de conserver une bonne proportion entre la quantité de poissons et les réserves en nourriture et oxygène du plan d’eau ;
- le contrôle de l’équilibre chimique de l’eau permet de déceler rapidement les pollutions accidentelles et d’y remédier.

La bonne connaissance des écosystèmes liés aux zones humides aboutira à une réflexion favorisant des interventions plus respectueuses de l’équilibre biologique de la flore et de la faune : l’irrégularité et la végétalisation des contours multiplient les niches écologiques, et un niveau d’eau constant ainsi qu’un aménagement des rives en pente douce favorisent une faune et une flore importantes le long des berges.

## Application de la gestion différenciée à certains parcs et par certaines collectivités locales

### Le bois de Plaisance (Oise)
La Communauté de Communes de la Région de Compiègne (CCRC) envisage de créer une zone d’activité économique sur le site du Bois de Plaisance, localisé sur la commune de Venette. Le projet a été conçu avec une volonté forte de prise en compte de l’environnement. Entrant dans une phase plus détaillée de conception, la CCRC, chargée de la maîtrise d’œuvre, souhaite renforcer la qualité environnementale du projet, aussi bien dans la phase de conception que dans une approche à long terme. Dans ce cadre elle lance une consultation en vue d’associer à ses services techniques une équipe d’ingénierie compétente dans le domaine de l’environnement, de l’aménagement et du développement durable.
Les prestations relevant de cette mission se décomposent en trois phases : approfondissement des objectifs environnementaux du projet ; accompagnement des concepteurs chargés de la maîtrise d’œuvre ; réflexion sur les dispositifs et outils de gestion durable de l’environnement du site.
Afin de préserver le site, à travers son aménagement, des pollutions extérieures, différentes solutions ont été proposées :
- les partenaires du groupement examineront les matériaux et matériels envisagés afin d’en faire l’analyse critique au regard du développement durable, et en particulier leur capacité de longévité, d’être non polluants à terme et recyclables
- le sol ayant des capacités d’absorption, l’infiltration des eaux propres et/ou traitées sera développée en amont de façon à minimiser les réseaux et les ouvrages aval d’une part, et le ruissellement d’autre part
- les membres du groupement se rendront disponibles afin de participer aux réunions de chantier, afin de donner un avis sur les aspects environnementaux, paysagers et qualitatifs du chantier (seront vérifiées la protection des eaux superficielles ou souterraines, la récupération des produits polluants tels que les hydrocarbures et produits toxiques, la formation de poussières, la circulation engendrée par la construction, les nuisances sonores…).

Par la suite, afin de pérenniser l’aspect qualitatif du parc d’activités, il est prévu de développer une Charte Environnementale.
Voir Annexe.

### Le parc du chemin de l’île (Hauts-de-Seine)
Le parc du Chemin de l'île est un nouvel espace de détente et de loisirs qui se substitue à une friche industrielle. La mise en scène du lieu mêle tout à la fois, grands espaces libres, aires de jeux, lieux de promenade. Ce parc sera ouvert au public dès 2006.
- Réconcilier ville et nature : l'aménagement de ce lieu, étiré entre des franges disparates, violemment marqué par la présence de routes et de viaducs, de pylônes, de souffleries qui dispersent de l'air vicié, ne peut se résumer à un simple maquillage. Pour l'atelier Acanthe, le futur parc des bords de Seine doit être un lieu de vie, le cœur d'une alliance entre la ville et la nature. Un véritable système biologique et non une verdure récréative. En prenant la nature pour alliée, l'atelier se saisit de ses éléments : l'eau, l'air, la terre… Le parc s'ouvre sur le fleuve et crée un espace de respiration par la présence d'une vaste plaine.
- Un parc intégré dans une démarche de développement durable : le projet vise en outre à développer une nature ordinaire mais variée. Ainsi, aux côtés des zones horticoles ou gazonnées, le parc s'ouvre sur des prairies fleuries, des mares, des arbres isolés, des haies, des petits bois aux rôles écologiques différents. La dimension de développement durable est vraiment partie intégrante du projet : prise en compte de la biodiversité, traitement de l'air, utilisation de l'énergie solaire, traitement et gestion rationnelle de l'eau, gestion de la biomasse grâce à son traitement sur place en cycle fermé, réduction des nuisances sonores. Même orientation pour les berges. Leur valeur écologique sera augmentée par différents aménagements : des graviers pour la ponte des poissons, des vasières pour les insectes et les batraciens. Le dispositif de ce secteur comprend un gabion immergé, la création d'une zone de littoral peu profonde plantée de végétations aquatiques et de substrats variés. Ce futur parc de 14,5 hectares est aménagé en bord de Seine sur une ancienne friche industrielle. Le chantier est conduit selon les critères d’exigence de HQE : haute qualité environnementale.
- L’exemplarité écologique au service de l’urbanisme : sur le chantier, le recyclage des matériaux est systématiquement privilégié afin de limiter la production de déchets ainsi que le transport et la circulation des engins de chantier. Les matériaux utilisés ont été choisis pour leur neutralité sur le milieu. L’imperméabilisation des bassins et contre-fossés est assurée à 80 % par l’utilisation de gisements d’argiles présents sur le terrain. Les matériaux de démolition des bâtiments sont concassés sur place et réutilisés pour les fondations des allées. Quant aux arbres et autres végétaux supprimés, ils sont broyés et transformés en mulch qui sera utilisé comme engrais naturel au moment des plantations. L’implantation de jardins filtrants permettra de gérer l’eau de manière rationnelle. Ces jardins purifient naturellement l’eau pompée dans la Seine, qui sert ensuite à l’arrosage du parc et des jardins familiaux, ou retourne épurée dans le fleuve, favorisant ainsi la constitution de frayères (lieu où les poissons fraient).
- Quatre bâtiments vont voir le jour : le pavillon des berges (restauration), le pavillon de la garde équestre (écuries), la maison de parc (expositions/informations/orientation du public) et des locaux administratifs. Leur construction atteint 6 objectifs de la HQE : elle se distingue particulièrement par les matériaux employés (bois, métal et couverture en zinc) et par leur modularité.
- L’épanouissement d’une biodiversité : fondé sur la préservation durable des ressources et de l’environnement, ce parc restaure un véritable écosystème dans lequel faune et flore s’enrichissent mutuellement. Situé en face du futur parc, l’île Fleurie, un site protégé, constitue un refuge pour l’avifaune et de nombreux animaux. Ce réservoir naturel a favorisé le maintien d’une biodiversité sur les rives de Nanterre, où subsistent encore des espèces peu courantes de plantes et d’insectes. Ce capital sera préservé et développé par des aménagements de type « génie écologique » qui restaurent des « mini-écosystèmes » : mise en place de frayères et de sols de graviers pour la ponte des poissons, création de vasières pour divers insectes et batraciens, contre-fossé en mare naturelle pour permettre l’installation d’une végétation aquatique, etc.

### Le parc de l’île Saint-Germain (Hauts-de-Seine)
Depuis plus de vingt ans, le parc départemental de l’île Saint-Germain abrite des jardins variés et inattendus où poésie végétale, patrimoines naturel et historique s’entremêlent harmonieusement. Plus encore aujourd’hui, il offre la vision d’une nature à la reconquête de son territoire où tout conduit à l’épanouissement d’une flore et d’une faune libres des contraintes urbaines pourtant si proches. 
À la base ancienne friche militaire, ce parc a été réaménagé dans les années 1990, au moment de la prise de conscience d’un environnement à préserver. Cette nouvelle politique s’est traduite, sur l’île Saint-Germain, par la mise en place de nouveaux outils. Cette démarche est également passée par l’inventaire et l’étude des arbres et plantes spontanés qui paraissaient pourtant dépourvus d’intérêt. Une végétation digne d’être prise en compte, valorisée et développée a ainsi pu être répertoriée.
La mise en valeur de cette friche militaire est passé par un projet de préverdissement. Le projet paysager proposé en 1995 par Yves Deshayes s’inscrit alors dans les nouvelles orientations environnementales du Conseil général qui prône la création de nouveaux parcs valorisant la flore et la faune spontanées. Le paysagiste, profitant des valeurs du patrimoine végétal présent sur l’île, invente alors le concept des « jardins imprévus » dont les principes sont de préserver la flore spontanée en place et de favoriser son épanouissement par l’application d’une gestion plus respectueuse de l’environnement selon les pratiques de la gestion différenciée.
À l’île Saint-Germain, les aménagements, créés autour d’espaces clos ou ouverts, s’appuient sur le développement de la végétation existante, valorisent l’apparition d’espèces végétales spontanées et encouragent la colonisation d’une faune très diversifiée sur les berges et dans les espaces isolés.
Ce retour à la nature, passant par la valorisation de la friche, n’est pas sans rappeler le concept du « jardin en mouvement » du paysagiste contemporain Gilles Clément, pratique où le jardinier ne contrarie plus le mouvement naturel des plantes vagabondes, mais au contraire l’épouse. Plus encore, les jardiniers de l’île Saint-Germain poussent les limites de ces expériences et font des « jardins imprévus » un projet singulier où, au-delà de la mouvance de la gestion différenciée, le jardin est au plus près de la nature, évolutif et durable. Car si la valeur esthétique du jardin, de sa composition, de sa structure interne a une importance incontestable, le travail de création est d’abord considéré dans un respect obstiné des écosystèmes où le jardinier est amené à intervenir avec parcimonie. Ce dernier doit renoncer à l’emploi des engrais, à l’application de divers produits chimiques et aux techniques d’arrosage traditionnelles.

Le génie écologique permet de modifier le milieu tout en lui conservant un aspect naturel : la réalisation d’une mare ou la restauration de milieux humides peut contribuer à mieux gérer l'eau, tout en restaurant la biodiversité. Semer des plantes messicoles (plantes des « moissons) « ressuscite » les bleuets et coquelicots disparus de nos paysages.

### De nombreux autres exemples significatifs
- En région Nord-Pas-de-Calais

- La ville de Grande-Synthe (Nord)
- La ville de Lille (Nord)
- La ville de Villeneuve-d'Ascq (Nord) et le campus de l'université de Lille 1
- La Ville de Roubaix (Nord)
- La commune de Sailly-sur-la-Lys (Pas-de-Calais)
- La commune de Wormhout (Nord)
- La commune de Bergues (Nord)
- Le Parc Paysager d'Activités de Landacres à Boulogne-sur-Mer (Pas-de-Calais)
- Le Parc des industries Artois-Flandres à Douvrin/Billy-Berclau (Pas-de-Calais)
- La commune de Loos-en-Gohelle (Pas-de-Calais) - Le Parc de la Briquette de la commune de Meurchin (Pas-de-Calais)
- Dans de grandes villes de France

- Angers (Le parc Balzac)
- Annecy
- Besançon
- Bourges
- Grenoble
- Lille (avec effort approfondi sur le bois mort et les chronoxyles) dans le Parc boisé de la Citadelle
- Lyon (le Parc de la Tête d'Or)
- Metz
- Orléans
- Paris
- Rennes (avec en 2008 811 hectares gérés différentiellement, soit 15 % de la ville)
- Strasbourg
- Le Parc du Sausset, (Seine-Saint-Denis)
- En Allemagne

- Friebourg-sur-le-Rhin
- Hambourg
- En Belgique

- Bruxelles (entre autres le parc de Woluwe, le parc Roi Baudouin, le Scheutbos)
- Mouscron
- Seneffe
- Aux Pays-Bas

- Amsterdam
- Rotterdam
- La Haye
- Utrecht